# ジャシー・スモレット
ジャシー・スモレット（Jussie Smollett [ˈdʒʌsi smʌˈlɛt] JUSS-ee 、1982年6月21日 - ）はアメリカ合衆国の俳優・歌手・写真家。
ドラマ『Empire 成功の代償』で演じたゲイのシンガーソングライター「ジャマル・ライオン」役で知られ、本人もゲイであることを公にしている。

## プロフィール
1982年に米カリフォルニア州サンタローザで 6人きょうだいの3番目の子として生まれる。父ジョエルはロシアおよびポーランド系のユダヤ人、母ジャネット（旧姓ハリス）はネイティブ・アメリカン、アイルランド、クレオールの血を引くアフリカ系アメリカ人で、市民権活動家である。3人の兄弟と2人の姉妹がいる。妹のジャーニー・スモレット＝ベルは子役出身の女優、弟のジェイク・スモレットも子役出身で、成人後は料理番組を手がけるなど、テレビや料理関連の仕事をしており、他のきょうだいも全て子役などでの役者の経験やテレビタレントの経験がある。
子役としてキャリアを始めるが、1990年代半ばで俳優活動を休止し、歌手として活動する。その後、2012年から俳優としての活動を再開し、2015年からFOXで放送されたドラマ『Empire 成功の代償』で演じたゲイのシンガーソングライター「ジャマル・ライオン」役で知られるようになると、コロムビア・レコードと契約してプロ歌手としての活動を本格化する。
2018年には『Empire 成功の代償』シーズン4で演出家としてデビューしている。
2019年1月には、米調査会社Qスコアによる「ポジティブ度」と「親しみ易さ度」の結果をもとに、米The Wrapが発表した米4大TV局であるABC、FOX、NBC、CBSのドラマシリーズに出演する人気俳優TOP10の男優部門で9位に選ばれている。

## 私生活
2015年3月に出演したトーク番組『エレンの部屋』でのインタビューでゲイであることを明らかにしている。

## 暴行事件
2019年1月29日未明、シカゴ中心部で2人組から「人種差別的で同性愛嫌悪を含んだ中傷」を浴びせられ、殴られるなどの暴行を受けたとして病院に運ばれた。シカゴ警察はヘイトクライム（憎悪犯罪）の可能性を指摘した。「正体不明の化学物質」をかけられた上、首にロープを巻きつけられるなどしたが、大事には至らず、2月2日には復活ライブを開催した。
その後、2月20日にシカゴ警察は事件がスモレットによる自作自演の可能性があるとして、スモレットを治安びん乱行為および虚偽通報の疑いで訴追したと発表、翌21日にはスモレットを逮捕・勾留したと発表した。 スモレットは保釈金を払い、パスポートを提出した上で保釈された。『エンパイア 成功の代償』シーズン5の撮影途中であったため、以降のキャストから外れた。
3月26日になってシカゴのクック郡検事局は保釈金の没収などを条件に全罪状での起訴を取り下げ、裁判を経ずに無罪との判断が下されたことになったが、その理由を明らかにしていないことから、シカゴ市長は「これは司法による粉飾だ」と批判するなど、疑問の声が上がっている。
その後、シカゴ警察は捜査のための時間外労働にかかった費用として13万ドルをスモレットに請求したが、スモレットが支払いを拒否したことから市当局は民事訴訟に踏み切るとしている。
そのような中、スモレットが不起訴になった件を捜査するよう、元連邦検事のダン・ウェッブが特別検察官に任命され、捜査の結果、スモレットが再び起訴されたことが2020年になって明らかになった。裁判において、スモレットから3500ドル（約40万円）を受け取ったという襲撃犯の兄弟2人が、襲撃はスモレットが仕組んだものだったと証言したのに対し、スモレットは兄弟の1人について、友人で性的関係があったと説明し、食事代などとして小切手を渡したと主張した上で、「でっち上げはなかった」と訴えた。
2021年12月9日、シカゴの裁判所の陪審団は、警察への虚偽通報の罪6件のうち5件で有罪とする評決を出したが、スモレットの弁護団は上訴によって有罪の判断が覆えることを「100%確信している」と話した。2022年3月10日、裁判所は禁錮150日の量刑を言い渡した。
2024年11月21日、シカゴの州最高裁判所は訴追免除の合意をほごにした検察手続きが不当だったと認定し、有罪判決を破棄した。

## 出演作品

### 映画
| 公開年 | 邦題 原題                                           | 役名                   | 備考                          |
| ------ | --------------------------------------------------- | ---------------------- | ----------------------------- |
| 1992   | 飛べないアヒル The Mighty Ducks                     | テリー・ホール         |                               |
| 1994   | ノース 小さな旅人 North                             | アダム                 |                               |
| 2014   | アスク・ミー・エニシング 彼女の告白 Ask Me Anything | ニコ・デンプスター     | クレジットなし 日本劇場未公開 |
| 2017   | エイリアン: コヴェナント Alien: Covenant            | リックス               |                               |
| 2017   | マーシャル 法廷を変えた男 Marshall                  | ラングストン・ヒューズ |                               |

### テレビ
| 放映年    | 邦題 原題                                 | 役名               | 備考                                                                                |
| --------- | ----------------------------------------- | ------------------ | ----------------------------------------------------------------------------------- |
| 1993-1994 | Cro                                       | マイク             | 17エピソード                                                                        |
| 1994-1995 | On Our Own                                | ジェシー・ジェリコ | 20エピソード                                                                        |
| 2014      | アドレナリンRUSH Born to Race: Fast Track | タリク             | ビデオスルー                                                                        |
| 2014      | リベンジ Revenge                          | ジェイミー         | シーズン4 第3話 "焼跡"                                                              |
| 2015-2019 | Empire 成功の代償 Empire                  | ジャマル・ライオン |                                                                                     |
| 2017      | STAR 夢の代償 Star                        | ジャマル・ライオン | シーズン2 第1話 "The Winner Takes it All" 『Empire 成功の代償』とのクロスオーバー。 |